# فيديريكو كورينتي
فيديريكو كورينتي كوردوبا (بالإسبانية: Federico Corriente Córdoba)‏‏(14 نوفمبر 1940 - 16 يونيو 2020) مستعرب إسباني مهتم باللغة العربية وثقافتها. حاز درجة الدكتوراه بالفلسفة والأدب اللغات السامية جامعة كومبلوتنسي بمدريد عام 1967. عضو بأكاديمية اللغة العربية بالقاهرة. نال العديد من الجوائز عن مجمل أعماله المتوطدة للعلاقات العربية للإسبانية. نال درجة الدكتوراه الفخرية في فبراير 2015، وألقى على إثرها خطابًا في جامعة لاجونا.

## سيرته الذاتية
وُلد فيديريكو كورينتي كوردوبا في غرناطة في 14 نوفمبر عام 1940. تخرج في فقه اللغة من جامعة كومبلوتنسي عام 1962.

## مسيرته الأدبية
شغل منصب مدرس للغات السامية في كلية فقه اللغة والأدب ، قسم الدراسات العربية والإسلامية ، جامعة كومبلوتنسي بمدريد، ويُركز بشكل عام على اللغة العربية، وعلم اللهجات والأدب العربي، كما شغل المنصب ذاته في جامعات ببلدان العالم العربي مثل مصر والمغرب في الفترة من 1965 حتى 1968 وجامعات أمريكية وإسبانية كما في سرقسطة. وألقى محاضرات بعدة بلدان مثل الأردن وتونس والإمارات العربية المتحدة وفرنسا وبلجيكا وإنجلترا وألمانيا وسويسرا وبولونيا وروسيا. كان رئيسًا للمركز الثقافي الإسباني بالقاهرة في الفترة من 1962 حتى 1965.
ألف أعمالًا هامة توطد التلاقح اللغوي والثقافي العربي الإسباني مثل القاموس العربي الإسباني والقاموس الإسباني العربي وقاموس المفردات الإسبانية ذات الأصول العربية وغيرها من أعمال الترجمة عن الأدب العربي القديم، عن أدب القرون الوسطى والأدب العربي المعاصر، فضلًا عن بعض الدراسات المتعلقة بعلم اللهجات كاهتمامه بلغة أهل الأندلس وعلاقتها بلغات شبه الجزيرة الإيبيرية. تلقى عدة جوائز عالمية عن أعماله التي قد تصل إلى أربعين كتابًا وخمس وخمسين مقالًا بالإسبانية والإنجليزية والعربية والفرنسية والبرتغالية والروسية.